# 麥克布賴德 (密歇根州)
麥克布賴德（英語：McBride）是位於美國密歇根州蒙卡爾姆縣代鎮區的一個村。

## 人口
根據2020年美國人口普查的數據，麥克布賴德的面積為1.00平方千米，當中陸地面積為1.00平方千米，而水域面積為0.00平方千米。當地共有人口189人，而人口密度為每平方千米189人。